# Nuoto ai Giochi della XIX Olimpiade - 200 metri rana femminili
La competizione dei 200 metri rana femminili di nuoto ai Giochi della XIX Olimpiade si è svolta nei giorni 22 e 23 ottobre 1968 alla Piscina Olímpica Francisco Márquez di Città del Messico.

## Programma
| Data            | Round      | Note                           |
| --------------- | ---------- | ------------------------------ |
| 22 ottobre 1968 | 5 Batterie | I migliori 8 tempi alla finale |
| 23 ottobre      | Finale     |                                |

## Risultati

### Batterie
| Pos. | Atleta              | Nazione       | Totale | Pos F |
| ---- | ------------------- | ------------- | ------ | ----- |
| 1    | Christl Filippovits | Austria       | 2'51"3 | 10    |
| 2    | Judy Playfair       | Australia     | 2'52"9 | 13    |
| 3    | Dorothy Harrison    | Gran Bretagna | 2'55"1 | 14    |
| 4    | Hedy García         | Filippine     | 3'08"1 | 28    |
| 5    | Tamara Orejuela     | Ecuador       | 3'08"5 | 29    |

| Pos. | Atleta         | Nazione        | Totale | Pos F |
| ---- | -------------- | -------------- | ------ | ----- |
| 1    | Sharon Wichman | Stati Uniti    | 2'46"8 | 1 Q   |
| 2    | Jill Slattery  | Gran Bretagna  | 2'51"2 | 9     |
| 3    | Tamara Oynick  | Messico        | 2'52"4 | 11    |
| 4    | Vreni Eberle   | Germania Ovest | 2'52"5 | 12    |
| 5    | Víctoria Casas | Messico        | 3'01"0 | 24    |
| 6    | Diana Harris   | Gran Bretagna  | 3'03"4 | 25    |

| Pos. | Atleta                   | Nazione          | Totale | Pos F |
| ---- | ------------------------ | ---------------- | ------ | ----- |
| 1    | Svetlana Babanina        | Unione Sovietica | 2'49"8 | 4 Q   |
| 2    | Cathy Jamison            | Stati Uniti      | 2'50"1 | 6 Q   |
| 3    | Đurđica Bjedov           | Jugoslavia       | 2'50"2 | 7 Q   |
| 4    | Yvonne Brage             | Svezia           | 2'56"3 | 17    |
| 5    | Shlomit Nir              | Israele          | 2'58"5 | 23    |
| 6    | Ana Elena de la Portilla | Messico          | 3'03"5 | 26    |

| Pos. | Atleta                 | Nazione          | Totale | Pos F |
| ---- | ---------------------- | ---------------- | ------ | ----- |
| 1    | Galina Prozumenščikova | Unione Sovietica | 2'47"8 | 2 Q   |
| 2    | Chieno Shibata         | Giappone         | 2'50"6 | 8 Q   |
| 3    | Sue McKenzie           | Australia        | 2'53"1 | 14    |
| 4    | Jo-Anne Barnes         | Australia        | 2'57"4 | 19    |
| 5    | Yukari Takemoto        | Giappone         | 2'57"9 | 20    |
| 6    | Ellen Ingvadóttir      | Islanda          | 2'58"2 | 22    |
| 7    | María Moreño           | El Salvador      | 3'15"4 | 30    |

| Pos. | Atleta            | Nazione          | Totale | Pos F |
| ---- | ----------------- | ---------------- | ------ | ----- |
| 1    | Ana María Norbis  | Uruguay          | 2'49"4 | 3 Q   |
| 2    | Alla Grebennikova | Unione Sovietica | 2'49"8 | 4 Q   |
| 3    | Yoshimi Nishigawa | Giappone         | 2'55"3 | 16    |
| 4    | Ann O'Connor      | Irlanda          | 2'56"4 | 18    |
| 5    | Klenie Bimolt     | Paesi Bassi      | 2'57"9 | 20    |
| 6    | Arlette Wilmes    | Lussemburgo      | 3'06"7 | 27    |
| 7    | Liana Vicens      | Porto Rico       | 3'16"2 | 31    |

### Finale
| Pos.    | Atleta                 | Nazione          | Totale | Nota            |
| ------- | ---------------------- | ---------------- | ------ | --------------- |
| Oro     | Sharon Wichman         | Stati Uniti      | 2'44"4 | Record olimpico |
| Argento | Đurđica Bjedov         | Jugoslavia       | 2'46"4 |                 |
| Bronzo  | Galina Prozumenščikova | Unione Sovietica | 2'47"0 |                 |
| 4       | Alla Grebennikova      | Unione Sovietica | 2'47"1 |                 |
| 5       | Cathy Jamison          | Stati Uniti      | 2'48"4 |                 |
| 6       | Svetlana Babanina      | Unione Sovietica | 2'48"4 |                 |
| 7       | Chieno Shibata         | Giappone         | 2'51"5 |                 |
| 8       | Ana María Norbis       | Uruguay          | 2'51"9 |                 |